# Велоспорт на літніх Олімпійських іграх 2016 — командний спринт (чоловіки)
Змагання у командному спринті з велоспорту серед чоловіків на літніх Олімпійських іграх 2016 пройшли 11 серпня.

## Призери
| Золото                                                         | Срібло                                                   | Бронза                                                      |
| Велика Британія (GBR) Філіп Гіндс Джейсон Кенні Каллум Скіннер | Нова Зеландія (NZL) Едді Докінс Етан Мітчелл Сем Вебстер | Франція (FRA) Грегорі Боже Мікаель Д'Алмейда Франсуа Первіс |

## Рекорди
| Світовий рекорд     | Німеччина (GER) | 41.871 c | Аґуаскальєнтес, Мексика | 5 грудня 2013 |
| Олімпійський рекорд | Велика Британія | 42.600 c | Лондон, Велика Британія | 2 серпня 2012 |

## Змагання

### Кваліфікація
Вісім найшвидших команд кваліфікуються в перший раунд.
| Місце | Країна                | Спортсмени                                          | Результат | Нотатки |
| ----- | --------------------- | --------------------------------------------------- | --------- | ------- |
| 1     | Велика Британія (GBR) | Філіп Гіндс Джейсон Кенні Каллем Скіннер            | 42.562    | Q, OR   |
| 2     | Нова Зеландія (NZL)   | Едвард Докінс Етан Мітчелл Сем Вебстер              | 42.673    | Q       |
| 3     | Австралія (AUS)       | Патрік Констебл Метью Ґлетцер Натан Гарт            | 43.158    | Q       |
| 4     | Франція (FRA)         | Грегорі Боже Мікаель Д'Алмейда Франсуа Первіс       | 43.185    | Q       |
| 5     | Польща (POL)          | Рафаль Сарнецький Даміан Желінський Кшиштоф Максель | 43.297    | Q       |
| 6     | Нідерланди (NED)      | Джефрі Хогланд Тео Бос Маттейс Бюхлі                | 43.688    | Q       |
| 7     | Німеччина (GER)       | Рене Ендерс Йоахім Айлерс Максиміліан Леві          | 43.711    | Q       |
| 8     | Венесуела (VEN)       | Сезар Маркано Ерсоні Канелон Анхель Пульгар         | 44.263    | Q       |
| 9     | Південна Корея (KOR)  | Сон Че Йон Ім Чхе Пін Кан Тон Чін                   | REL[a]    |         |

- a  Пывденну корею релеговано за порушення статті 3.2.153[2]
- Q = кваліфікувались

### Перший раунд
| Місце | Країна                | Результат |
| ----- | --------------------- | --------- |
| 1     | Нова Зеландія (NZL)   | 42.535    |
| 2     | Велика Британія (GBR) | 42.640    |
| 3     | Франція (FRA)         | 43.153    |
| 4     | Австралія (AUS)       | 43.166    |
| 5     | Німеччина (GER)       | 43.455    |
| 6     | Нідерланди (NED)      | 43.552    |
| 7     | Польща (POL)          | 43.555    |
| 8     | Венесуела (VEN)       | 44.486    |

### Гонка за третє місце
| Місце | Країна          | Результат |
| ----- | --------------- | --------- |
| 3     | Франція (FRA)   | 43.143    |
| 4     | Австралія (AUS) | 43.298    |

### Фінал
| Місце | Країна                | Результат | Примітки |
| ----- | --------------------- | --------- | -------- |
| 1     | Велика Британія (GBR) | 42.440    | OR       |
| 2     | Нова Зеландія (NZL)   | 42.542    |          |